# شاهرگ (قوچان)
شاهرگ روستایی است از توابع بخش باجگیران شهرستان قوچان در استان خراسان رضوی ایران. این روستا در ۴۵ کیلومتری شمال قوچان و در نزدیکی مسیر جاده ترانزیتی قوچان به باجگیران و ۳۰ کیلومتری ترکمنستان واقع شده‌است در گذشته قبل از قرارداد آخال  مردم این روستا که اکثرا دامپرور هستند برای قشلاق به منطقه انو در ترکمنستان کوچ می‌کردند برای پاسداری ییلاق شاهرگ  طایفه ها بصورت نوبتی هرساله جایگزین می‌شدند بعد از بسته شدن مرز چندین خانوار در اونو باقی مانند و موفق به بازگشت ییلاق شاهرگ نشدند . 
زبان محلی روستا :زبان مردم این روستا ترکی خراسانی(افشار )با لهجه درگزی است طوایف این روستا عبارت است از طایفه یوزباشی افشار،(بافکر)آمارلو،دوبر افشار(دوبربه معنی بزرگترین بز کوهی در گله کوهستانی که فرهنگ ترکی قدیم به معنی سر گروه است درمیان اقوام ترک طایفه تکه هم وجود دارد که به معنی بز سر گروه میباشد)طایفه نیازلو ،طایفه مغل( جلایر )،طایفه شاه ایلی (افشار )، طایفه قایمانلی ،طایفه آق اویلی(بیات)، طایفه انبارلو (کال بلی ها) طایفه رنگرز  (قشقایی )یا تقدوسی،قشلاقی ، بیات شاملو (ضیایی)

## جمعیت
این روستا در دهستان دولتخانه قرار داشته و بر اساس سرشماری سال ۱۳۸۵ جمعیت آن ۲۰۰۰ نفر (۴۵۸ خانوار) بوده‌است. 